# جيم مكغريفي
جيمس إدوارد مكغريفي (بالإنجليزية: James Edward McGreevey)‏ (ولِدَ في 6 أغسطس 1957) هو سياسي أمريكي وعضو في الحزب الديمقراطي، شغل منصب حاكم ولاية نيوجيرسي منذ عام 2002 وحتى استقالته في عام 2004. وكان أيضًا مدرس في ندوات. وقد شغل مقعدا في الجمعية العامة لولاية نيوجيرسي بين عامي 1990-1992، وشغل منصب رئيس بلدية وودبريدج بين عامي 1991-2002 وشغل مقعدا في مجلس شيوخ ولاية نيوجيرسي من عام 1994 إلى عام 1998. وكان المرشح الديمقراطي لحاكم ولاية نيوجيرسي عام 1997، لكنه هُزِمَ بفارقٍ ضئيل مقابل مرشحة الحزب الجمهوري كريستين تود ويتمان. وترشح مرة أخرى لمنصب حاكم ولاية نيوجرسي 2001 وانتخب بفارق كبير.
في أوائل عام 2002، تم انتقاد مكغريفي لتعيين حبيبه السري، الإسرائيلي غولان سيبل، كمستشار للأمن الداخلي على الرغم من أن «سيبل» لم يكن لديه خبرة أو مؤهلات أخرى لهذا المنصب.
استقال «سيبل» لكن التهديدات من محاميه حول دعاوى التحرش الجنسي دفعت ماكغريفي للإعلان، في 12 أغسطس/آب 2004، أنه مثلي الجنس وسيستقيل من منصب الحاكم، اعتبارًا من 15 نوفمبر 2004. وهذا جعل مكغريفي أول حاكم ولاية مثلي الجنس بشكل علني في تاريخ الولايات المتحدة.
درس مكغريفي «المدرسة اللاهوتية العامة» في مدينة نيويورك للحصول على درجة الماجستير في اللاهوت، وهو شرط ليصبح كاهناً أسقفيًا. تطوع بالخدمة في «إكسودس ترانسيشينال كوميونيتي» وفي «السجناء السابقين الذين يسعون لإعادة التأهيل» في «كنيسة ليفنغ هوب» في مدينة نيويورك. في يوليو 2013، تم تعيين مكغريفي مديرا لبرنامج التوظيف والتدريب في مدينة نيوجيرسي. في يناير 2019، صوت مجلس البرنامج لإنهاء تعيينه.

## النشأة
ولِد مكغريفي في جيرسي سيتي بولاية نيو جيرسي، لعائلة من أصول كاثوليكية أيرلندية، وترعرع في منطقة كارتيريت المجاورة. درس في الجامعة الكاثوليكية الأمريكية قبل تخرجه من جامعة كولومبيا عام 1978. حصل على شهادة في القانون من مركز القانون بجامعة جورجتاون عام 1981 ودرجة الماجستير في التعليم من جامعة هارفارد عام 1982. كما حضر برنامج دبلوم الصيف في القانون في كلية لندن للاقتصاد.

## بداية العمل السياسي
قبل دخوله في السياسة، كان مكغريفي مساعداً للمدعي العام ومديراً تنفيذياً لمجلس الولاية لإطلاق السراح المشروط. كما قام بتدريس الأخلاق والقانون والقيادة في «جامعة كين» في يونيون، نيو جيرسي.
كان مكغريفي عضوًا في الجمعية العامة لنيوجيرسي، ممثلاً عن الدائرة التشريعية التاسعة عشر من عام 1990 إلى عام 1992، عندما أصبح رئيس بلدية بلدة وودبريدج، نيو جيرسي. أعيد انتخابه رئيسا للعمود في عام 1995 وعام 1999. تم انتخابه لمجلس الشيوخ في ولاية نيوجيرسي عام 1993، في نفس الوقت الذي كان يعمل فيه كرئيس بلدية خلال فترة ولاية مجلس الشيوخ ذات الأربع سنوات.

## حاكم ولاية نيوجيرسي
ترشح مكغريفي لأول مرة لحاكم نيوجيرسي في عام 1997، لكنه هُزم في سباق متقارب (47% مقابل 46%) من قبل مرشحة الحزب الجمهوري «كريستين تود ويتمان». وحصل المرشح الليبراتيني «موراي صابرين» على أكثر قليلا من 5٪ من الأصوات. ترشح مكغريفي لمنصب الحاكم مرة أخرى في عام 2001 وفاز بنسبة 56% من الأصوات، مما جعله أول حاكمًا منتخبًا للأغلبية منذ «جيمس فلوريو». وكان خصمه الجمهوري في هذا السباق هو «بريت شوندلر».
بعد انتخابه كحاكم في محاولة ترشحه الثانية (في 6 نوفمبر 2001)، ورث مكغريفي عجزا في الميزانية قدره 5 مليارات دولار. وخلال فترة شغله للمنصب، رفع مكغرفي الضريبة على السجائر وزاد ضريبة دخل الولاية للأثرياء. نشأ ماكغريفي ككاثوليكي ولكنه حافظ على موقف مؤيد للإجهاض، كما صرح كونه حاكما بأنه لن يتلقى أفخارستيا في خدمات الكنيسة العامة.
من بين إنجازات مكغريفي كحاكم: تنفيذ خطة أبحاث الخلايا الجذعية لنيوجيرسي، ممارسة ضغط من أجل قانون الشراكة المنزلية الأول للشركاء المثليين في الولاية، وكان قد وقع مثل هذا القانون في أوائل عام 2004.
كانت عهدة مكغريفي مثيرة للجدل، مع تساؤلات حول أوراق اعتماد عدد من معاونيه، وفضائح الابتزاز التي تنطوي على الداعمين الرئيسيين لجمع التبرعات للحزب الديمقراطي نيوجيرسي، بما في ذلك جاريد كوشنر والد تشارلز كوشنر.

### الجدل حول غولان سيبل
تم انتقاد مكغريفي لتعيينه غولان سيبل كمستشار للأمن القومي بولاية نيوجيرسي، كونه يفتقد الخبرة أو المؤهلات الأخرى لهذا المنصب. بالإضافة إلى ذلك، لم يتمكن سيبل من الحصول على موافقة أمنية من الحكومة الفيدرالية، لأنه كان مواطنا إسرائيليًا ولم يكن مواطنا أمريكيًا. كان مكغريفي قد التقاه في إسرائيل خلال رحلته هناك عام 2000.
وفقا لمكغريفي في كتابه «الاعتراف»، كانت «ذا ريكورد» أول جريدة تنشر أخبار العلاقة بين مكغريفي وسيبل. ذكر مكغريفي اسم سيبل بعد ستة أسابيع من بداية إدارته في 14 فبراير 2002، في مقابلة مع هيئة تحرير «ذا ريكورد» في مكاتبها قائلاً: «نحن لن نتهاون في الأمن. جلبنا في الواقع مستشارًا أمنيًا من قوات الدفاع الإسرائيلية، ربما يكون الأفضل في العالم.»
دفعت المقابلة إلى إجراء تحقيق صحفي في خلفية سيبل. في 21 فبراير، نشرت «ذا ريكورد» ملفًا شخصيًا لـ«سيبا»، تم وصفه فيه بـأنه «بحار» و «شاعر». وجاء في المقال أن «الديمقراطيين المقربين من الإدارة يقولون إن مكغريفي وسيبل أقاموا صداقة حميمة وكثيرًا ما يسافران معا»، الأمر الذي دفع أم ماكغريفي لمواجهته حول توجهه الجنسية. أرسلت منظمات إعلامية مختلفة مراسلين إلى إسرائيل لطرح أسئلة حول سيبل وخلفيته.
استقال سيبل في شهر آب/أغسطس من عام 2002، بناءً على طلب مكغريفي، من منصبه كمستشار الأمن القومي في نيوجيرسي.

### الأمور المثيرة للجدل الأخرى
حُكم على دافيد داميانو، وهو أحد كبار المتابعين في جمع الأموال من ماك غريفي، بالسجن لمدة عامين لابتزازه 40 ألف دولار من مزارع، وهو «مارك هالبر»، وهو مالك أرض في مقاطعة ميدلسكس يتعاون مع المحققين. في لائحة الاتهام المكونة من 47 صفحة، هناك إشارات متكررة إلى تورط «مسؤول الولاية رقم1»، الذي تم الكشف عنه فيما بعد بكونه مكغريفي. في محادثة مع هالبر، استخدم ماكغريفي كلمة «مكيافيللي» وهي كلمة سر استخدمها داميانو تهدف إلى طمأنة المزارع بأن مساهمته في الحملة التي تبلغ 40 ألف دولار ستحصل على معاملة تفضيلية في نزاع حول أرضه.
كما شارك مكغريفي في تسهيل مشاريع لتحقيق الربح لتشارلز كوشنر، وهو أحد مليارديات شركات التطوير العقاري الذي سُجن فيما بعد لجرائم تتعلق بدعمه المالي للحاكم والشخصيات السياسية الأخرى. يقال إن كوشنر قدم سيبل إلى ماكغريفي كإغراء من أجل تثبيت ولائه.

### استقالته من منصب حاكم ولاية نيوجيرسي
أعلن مكغريفي في مؤتمر صحفي بعد ظهر يوم 12 أغسطس عام 2004، «حقيقتي هي أنني أمريكي مثلي الجنس» بعد تهديدات من محامي سيبل أن سيبل رفع دعوى قضائية ضد التحرش الجنسي ضده في محكمة ميرسر كاونتي، وقال أيضًا إنه «قد قام بعلاقة عن طواعية مع شخص آخر» (أطلق عليها مساعدوه على الفور اسم سيبل)، وأنه سيستقيل اعتبارا من 15 نوفمبر 2004. وقد تكهنت دوائر نيوجيرسي السياسية عن الميول الجنسية لـمكغريفي وقد تم التلميح لأسئلة حول علاقته مع سيبل في وسائل الإعلام. إعلان مكغريفي جعله أول حاكم ولاية مثلي الجنس بشكل علني في تاريخ الولايات المتحدة. فازت صحيفة «ستار ليدجر» فاز بجائزة بوليتزر سنة 2005 في الأخبار بسبب «تغطية استقالة حاكم ولاية نيوجيرسي بعد أن أعلن انه كان مثلي الجنس واعترف بالخيانة الزوجية مع عشيقه الذكر.»
جنب قرار مكغريفي بتأجيل موعد استقالته إلى ما بعد 3 سبتمبر 2004، إجراء انتخابات خاصة في نوفمبر/تشرين الثاني لانتخاب حاكم جديد. وهذا ما سمح للحزب الديمقراطي بالاحتفاظ بسيطرته على منصب حاكم حتى يناير 2006. وتجنب ذلك احتمال إجراء انتخابات خاصة بالتناغم مع الانتخابات الرئاسية التي كان من الممكن أن تؤدي إلى فوز الجمهوريين وساعدت جورج بوش بأخذ أصوات نيوجيرسي في المجمع الانتخابي. ولا سيما أن بوش لم يفز بأصوات ولاية نيوجيرسي الانتخابية في انتخابات الرئاسة عام 2004، ولكنه حصل على نسبة 46% من مجموع الأصوات على مستوى الولاية، مقارنة بـ40% في سباق عام 2000، وفاز بعهدة رئاسية ثانية.
بعد إعلان مكغريفي، دعا ديمقراطيو وجمهوريو نيوجيرسي على حد سواء على الحاكم إلى عدم الانتظار حتى نوفمبر/تشرين الثاني للاستقالة، وأن يستقيل على الفور بدلا من ذلك. وقد كتب في قراءة افتتاحية في صحيفة نيويورك تايمز، «إن إستراتيجية السيد مكغريفي لتأجيل الاستقالة لا تخدم سكان نيوجيرسي جيدا. سيقود الولاية حاكم محاصر غارق في المشاكل الشخصية والقانونية لمدة ثلاثة أشهر.»
يوم 15 سبتمبر، تم رفض دعوة قضائية تطالب باستقالة مكغريفي.
تولى الديمقراطي ورئيس مجلس شيوخ نيوجيرسي «ريتشارد كودي» منصب حاكم نيوجيرسي بعد استقالة مكغريفي، وشغل المنصب في المدة المتبقية لعهدته حتى 17 يناير 2006. وفي وقت استقالة مكغريفي، كان دستور ولاية نيوجيرسي ينص على أن رئيس مجلس الشيوخ يؤدي منصب الحاكم بالنيابة. أدى الاهتمام الجماهيري المكثف والضغط السياسي الموجه لقضية خلافة حاكم الولاية في أعقاب استقالة مكغريفي إلى تعديل دستور الولاية في عام 2006 الذي أنشأ منصب نائب الحاكم في نيوجيرسي.

## كتاب الاعتراف

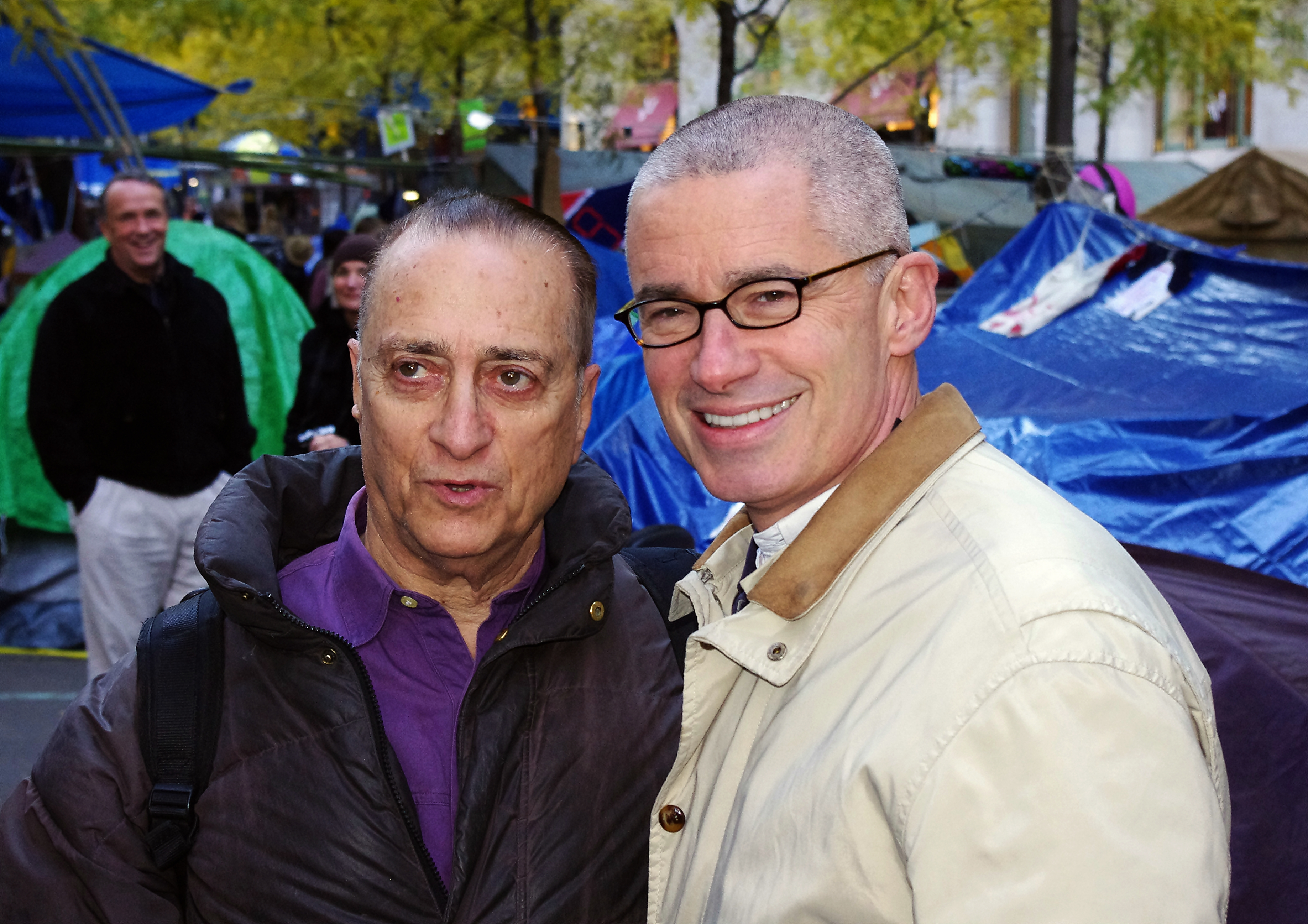
مكغريفي مع مذيع الراديو ديفد روثينبيرغ في إحتحاج لحركة احتلوا وول ستريت في 2011

في سبتمبر 2006، نشر مكغريفي كتاب «الاعتراف» وهي مذكرات، مكتوبة بمساعدة من ديفيد فرانس. ظهر مكغريفي على برنامج أوبرا وينفري في 19 سبتمبر 2006، لمناقشة وترويج كتابه.
في كتاب «الاعتراف»، يصف مكغريفي ازدواجية حياته قبل أن يعلن عن كونه مثلي الجنس: «كم يكون عظيم ومهما لو كان لديك تجربة جنسية محبة وسليمة مع رجل آخر، كنت أعرف أنني يجب أن أتخلص من سعادتي خطوة بخطوة عندما بدأت بمطاردة حلمي في العمل في المنصب العام ونوع الحياة» المقبولة«التي يجب العيش فيها، لذلك، بدلاً من ذلك، عشت على عدم الكشف عن هويتي في المكتبات ووقفات الراحة - وهو حل وسط، ولكنه كان كليا غير مستوفٍ وغير مرضي من الناحية الأخلاقية.»

## ماجستير في اللاهوت، وتقديم المشورة للسجناء، وفيلم «فال تو غريس»

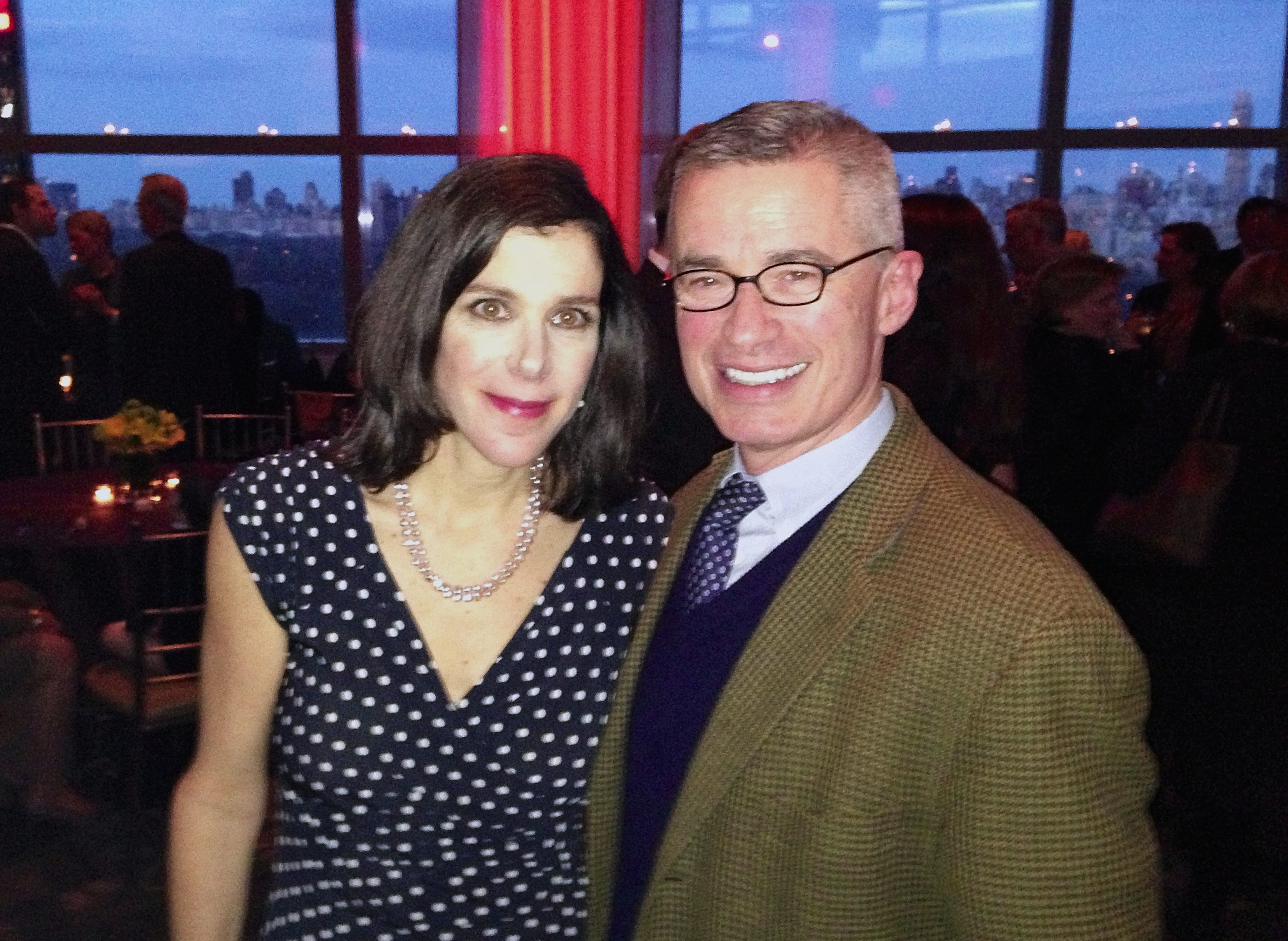
مكغريفي مع ألكسندرا بيلوسي في عرض فيلم "فال تو غريس"

يحضر مكغريفي وشريكه مارك أودونيل بانتظام كنيسة سانت بارثولوميو الأسقفية في نيويورك، بالإضافة إلى أبرشية محلية في نيوجيرسي. في سانت بارثولوميو، تم استقبال مكغريفي في الكنيسة الأسقفية يوم الأحد 29 أبريل 2007. وقد تم قبوله في المدرسة اللاهوتية العامة، والتي حصل منها على درجة الماجستير في اللاهوت، وهو مطلب ليصبح كاهناً أسقفيًا.
في عام 2009، قال مكغريفي لصحيفة نيويورك تايمز إنه متطوع إكسودس ترانسيشينال كوميونيتي" لخدمة "السجناء السابقين الذين يسعون لإعادة التأهيل" في "كنيسة ليفنغ هوب" في هارلم، في مدينة نيويورك. في 16 نوفمبر/تشرين الثاني 2009، أفاد تلفزيون محلي أن مكغريفي يواصل تدريبه في كنيسة "كل القديسين الأسقفية" في هوبوكين، تشير التقارير في أبريل 2011 إلى أنه قد تم رفض تكريسه. عمل مكغريفي بعد ذلك في سجن مقاطعة هدسون مع السجينات اللواتي لديهن تاريخ في استخدام المخدرات.
تمت تغطية حياة مكغريفي بعد السياسة، ودعوته ككاهن وكهنوته إلى نزلاء السجون في فيلم وثائقي لـقناة إتش بي أو لعام 2013، بعنوان «فول تو غرايس»، من إخراج ألكسندرا بيلوسي.

## برنامج التوظيف والتدريب في مدينة نيوجيرسي
في يوليو 2013، تم تعيين مكغريفي مديرا تنفيذيا لبرنامج التوظيف والتدريب في مدينة جيرسي. يوفر هذا البرنامج تدريبًا جديدًا للذين تم إطلاق سراحهم من السجن، بالإضافة إلى خدمات أخرى، مثل فرص العمل والتدريب، وإعادة تأهيل تعاطي المخدرات. ومقره في «ذي هاب» في حي جاكسون هيل بالمدينة. شعر رئيس بلدية جيرسي سيتي ستيفن فولوب بأن مكغريفي كان «رصيدا قيما» ليكون في هذا المنصب فيما يتعلق بعشر سنوات من العمل في الحكومة. كما أن وجود تجارب مباشرة في مساعدة السكان الذين سبق لهم السجن من خلال العمل كمرشد ومستشار روحي للنساء في سجن مقاطعة هدسون يضيف إلى مؤهلاته لمنصب المدير التنفيذي.
ومن بين هؤلاء في افتتاح سبتمبر 2014 مرفق سمي بمارتن درايف (الموجود في الشارع الرئيسي لمارتن لوثر كينغ درايف) كانت براندان بيرن، توماس كين، ستيفين فولوب، كريس كريستي، روبرت مينينديز، نانسي بيلوسي وكورنيل ويليام بروكس. يقع برنامج عودة السجناء، الممول من مجلس نيو جيرسي بمنحة قدرها 4.2 مليون دولار، «في كنيسة القلب المقدس»، في الحي أيضًا، في عام 2015. يعد هذا البرنامج نموذجًا لبرنامج على مستوى الولاية يتم توسيعه في عام 2015, في البداية إلى أربع مقاطعات أخرى.
في يناير 2019، صوت مجلس البرنامج لإنهاء تعيينه. اقترح التدقيق الجنائي أن الأموال قد أعيد توجيهها بشكل غير لائق إلى برنامج آخر، هو "NJ ReEntry". يدعي مكغريفي أن جميع الأموال يتم حسابها وأن هذه الخطوة سياسية ضده.

## الحياة الخاصة

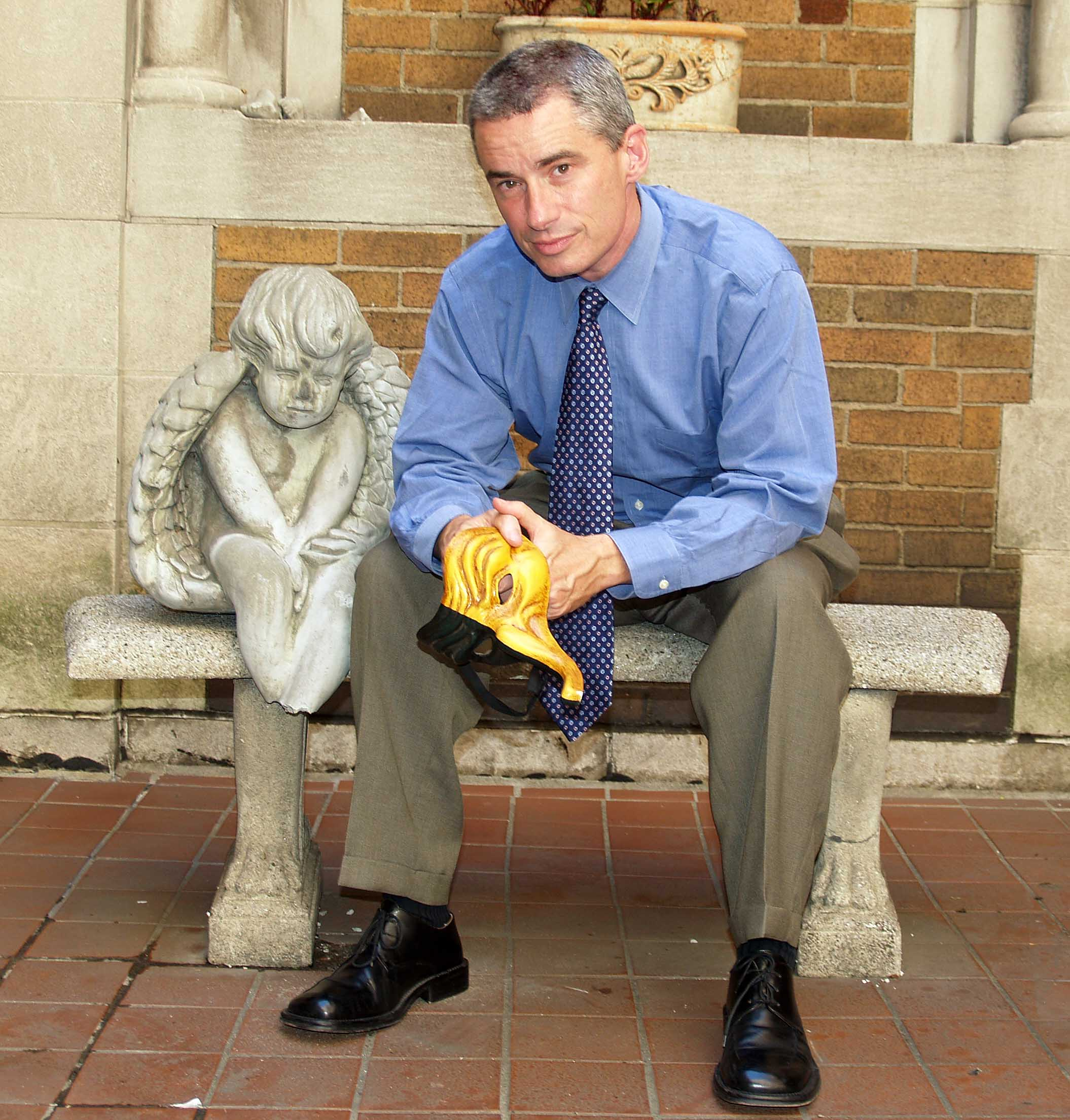
مكغريفي في عام 2007

لدى ماكغريفي ابنة، موراغ، من زواجه الأول (1991-1997) إلى الكندية «كارين جوان شوتز». ولديه ابنة أخرى، جاكلين، من زواجه الثاني إلى البرتغالية «دينا ماتوس مكغريفي».
انفصلت دينا ماتوس ومكغريفي بعد أن كشف عن أنه مثلي الجنس، ومنذ أواخر عام 2005، بدأ مكغريفي علاقة عاطفية مثلية مع الأمريكي-الأسترالي «مارك أو'دونيل» وعاش الاثنان في بلينفيلد، نيوجيرسي.
في 14 مارس 2007، ذكرت وكالة أسوشيتد برس أن ماكغريفي كان يسعى للحصول على حضانة جاكلين وتقديم طلب للحصول على إعالة الطفل. طالبت ماتوس 600000 دولار إضافية كنفقة. بدأت محاكمة الطلاق في 6 مايو 2008 وتم منحه في 8 أغسطس. تلقى مكغريفي رعاية مشتركة وبدفع إعالة الطفل. كما سيستخدمون منسق الأبوة. تم رفض حصول ماتوس على النفقة. في مذكراتها، كتبت ماتوس أنها لم تكون لتتزوج من ماكغريفي أبداً إذا كانت قد عرفت أنه مثلي الجنس، كما أنها لم تكن ستختار أن يكون رجل مثلي الجنس أبًا لطفلتها.
في أكتوبر/تشرين الأول 2015، انتقل ماكغريفي من بلينفيلد إلى جيرسي سيتي، مما خلق شائعات بأنه قد يرشح نفسه لمنصب رئيس بلديتها، الأمر الذي نفاه.

## وصلات خارجية
- جيم مكغريفي على موقع IMDb (الإنجليزية)
- جيم مكغريفي على موقع إن إن دي بي (الإنجليزية)
- جيم مكغريفي على موقع قاعدة بيانات الفيلم (الإنجليزية)
- مرات الظهور على سي-سبان

| سبقه ريتشارد كودي مؤقت | حاكم نيوجيرسي 2002–2004 | تبعه ريتشارد كودي |